# アマチュアスラッガー
『アマチュアスラッガー』は、『オースーパージャンプ』（集英社）に連載されていた緒方ていの野球漫画作品である。

## 概要
本作品は草野球を題材としたスポーツラブコメディである。

## あらすじ
主人公、石坂耕介は草野球を愛し、商店街チームの4番打者の元高校球児。そんなある日、突然乱入してきた少女にあえなく三振してしまう。この少女から「次の試合、私からヒットを打てたらキスしてもいいわよ」と挑発を受けた耕介。果たして耕介はこの少女からヒットを打つことが出来るのだろうか？

## 登場人物
石坂耕介（いしざか こうすけ）
この物語の主人公。ポジションはサード。大学生。甲子園で結城藤次郎からホームランを打った。本人は気楽さで実力を発揮するタイプと言っているが、実はここぞという時に強い。西商店街ドリームズの4番を務めている。
結城つかさ（ゆうき つかさ）
この物語のヒロイン。ポジションはピッチャー。結城藤次郎の妹。女子高生。野球の事を考えると後先考えずにとんでもないことを口走る。
結城藤次郎（ゆうき とうじろう）
結城つかさの兄でメジャーリーガー。ポジションはピッチャーでサウスポー。メジャーリーグで4連続完封勝利を記録した。甲子園で耕介に「生涯の一球」を打たれた。また、キャプテンベースボールと名乗り草野球で耕介との対決を果たした。極度のあがり症。
八百信（やおしん）
西商店街ドリームズのキャプテン。ポジションはキャッチャー。耕介と同じく甲子園出場経験あり。生鮮食品店の店主。
辰じい（たつじい）
代打屋。通称流し打ちの辰じい。代打の成功率はすごく、毎回絶妙なところに打つ。足がめちゃめちゃ遅く、辰じいルールが適用される。太平洋戦争中、沢村栄治と同じ部隊にいたことがあり、老齢でも野球をやるのは、早世した彼の分までプレイしたいから。
百子（ももこ）
辰じいの孫。走れない辰じいの代わりに走る。

## 用語解説
辰じいルール
走れない辰じいの代わりに孫の百子が走る。反町ファルコンズ戦ではこのルールが認められず、一塁まで自力で走った。代走で百子が出場した。
つかさスペシャル
普段はファーストを守っているつかさが、耕介がバッターの時にファーストからピッチャーに交代する。この元ネタは阪神の遠山スペシャルである。

## サブタイトル
- 第一打席「速球の少女」
- 第二打席「初めてのオトコ」
- 第三打席「女の子の大切な物」
- 第四打席「投手戦!!!」
- 第五打席「太陽に向かって打て」
- 第六打席「その男 結城藤次郎」
- 第七打席「忘れていた事 気がついた事」
- 第八打席「この河川敷のグランドで」

## 単行本
1. 第1巻 ISBN 4-08-859556-4

第1巻となっているが1巻で完結である。これは、作者がこの作品の続編は描かないとHPで発表したためである。